# 姚笛
姚笛（1982年3月17日—），中国浙江省嘉兴市人，毕业于北京电影学院2001级，曾在杭州市艺校越剧专业，特长有表演、朗诵、戏曲、唱歌、跳舞。2011年，以大热的家庭情感剧《裸婚时代》而人气飙升。

## 生平

### 早年生活
姚笛父母是普通工薪阶层，她自小养成了独立生活的习惯，从18岁开始就独立赚钱养活自己，她称：“我是在99年赚了我人生中第一笔工资，拍广告，赚了2000块钱，特高兴，花了1800给了父母买了个按摩椅，质量很好，现在都没坏，还在我们家最尊贵的位置放着呢。”姚笛自评：“我就是一个勤劳的外来打工妹，离家太久了，说实话挺没有安全感的。因为你永远一个人，什么事你都要自己扛，你不会把你的难过告诉你的家人，告诉你的朋友。所以你要学会自己跟自己说话，我经常跟自己说话，姚笛你怎么可以这样，你应该这样这样。我做一件事情的话，必须做到自己的极致。”

### 演艺经历
2006年北京电视台为拍摄电视剧《红楼梦》开始了名为红楼梦中人的选秀活动。姚笛参选宝钗组，最终进入决赛。
2007年6月，姚笛和李旭丹分获宝钗組和黛玉组的第一名，被定为薛宝钗和林黛玉的扮演者。而将负责拍摄《红楼梦》的导演胡玫表示“在我心目中，黛玉和宝钗早在5月28日试装的时候就已经确定了两位选手。”
10月30日，新版《红楼梦》启动发布会召开，拟定的导演胡玫，因故更改为李少红。对于“红楼梦中人”选出的演员，李少红未置可否，只表示新剧组正在分三拨在全国遴选演员，涵盖演绎行业专业演员、剧团演员、艺术院校在校生、全国各经纪公司所属演员，“红楼梦中人”选手是其中一部分重要资源。
2008年初，剧组对外宣布，由姚笛替换李旭丹饰演林黛玉。6月传出，姚笛饰演的角色由林黛玉变为王熙凤。7月，剧组宣布姚笛成为王熙凤的扮演者。
在新版红楼梦开拍后，姚笛因一人连换薛宝钗、 林黛玉 、王熙凤三角色，导致其身世背景遭到外界普遍猜测和非议。
2008年，拍摄陆川导演的电影《南京！南京！》。2010年，参演电影《午夜心跳》，当时刷新了国产恐怖片票房纪录；与林志颖合作拍摄电影《变身男女》，影片于2012年初上映。2011年，主演家庭情感剧《裸婚时代》成为年度最热门的电视剧之一，而令她的人气急速飙升。2012年，参演《北京青年》，饰演唐娇。同年，国剧盛典获得2012年度网络最受欢迎女演员(内地)《北京青年》
2013年，姚笛挑大梁，其领衔主演的电视剧《新恋爱时代》，于同年6月10日在江苏卫视和东方卫视首播。2014年，姚笛身穿一袭白色婚纱赴深圳拍摄电视剧《爱情碟中谍》 ，姚笛在剧中扮演新娘，剧情被曝与文章出轨门雷同，此剧由银润传媒、尚世影业、凤仪传媒投资出品，将于2015上映。
2019年，跟內地富商高傑結婚。

## 爭議事件
〈新紅樓夢〉許多演員透露姚笛因是資方女友而潛規則演出王熙鳳一角。
2014年3月28日，網路爆出即將在3月31日出刊的大陸媒體拍到了姚笛和已婚男演員文章在深圳共度6天5夜，並一同前往香港旅遊的偷拍照。3月30日，照片流出，兩人數度擁抱並勾手，地下情因而曝光。文章和姚笛的戀情始於2013年7月，當時文章妻子馬伊琍剛懷第二胎，此婚外情引起輿論一陣譁然。3月31日凌晨，文章在個人微博上承認此事並公開向馬伊琍道歉，但未曾對姚笛道歉，而姚笛也沒回應事件。2019年7月28日，文章、馬伊琍先後發文宣佈正式離婚，“同行半路，一別兩寬，餘生漫漫，依然親情守候”“此情有憾，然無對錯。往後，各生歡喜”，曾經的且行且珍惜，終究是愛已成往事。

## 影视作品

### 电视剧
| 首播年份 | 剧名             | 角色      | 备注       |
| 199?年   | 蚕花姑娘         | 蚕花姑娘  | 专题片     |
| 200?年   | 船娘             | 船娘      |            |
| 2001年   | 红粉须眉         | 金叶      |            |
| 2002年   | 我为歌狂         | 丛容      |            |
| 2003年   | 鲁班大师         | 聪儿      |            |
| 2003年   | 末代皇妃         | 水葱      |            |
| 2004年   | 厨子当官         | 吴姚氏    |            |
| 2004年   | 紫玉金砂         | 徐月莲    | 客串       |
| 2004年   | 律政佳人         | 叛逆女孩  | 客串       |
| 2004年   | 青花             | 薄小桃    |            |
| 2004年   | 刺杀1号首长      | 朱秋萍    |            |
| 2004年   | 我生命中的橄榄树 | 肖蕊      |            |
| 2005年   | 开创盛世         | 宇文美娘  |            |
| 2005年   | 维纳斯之恋       | 高紫缦    |            |
| 2005年   | 爱本无罪         | 吴依人    |            |
| 2005年   | 金耳环           | 乔小欧    | 客串       |
| 2006年   | 男人有情女人有义 | 乔曼      |            |
| 2006年   | 何处是我家       | 杨洋      |            |
| 2006年   | 天下             | 小红      |            |
| 2006年   | 俞净意公遇灶神记 | 俞敏      |            |
| 2009年   | 孽债2            | 沈美霞    |            |
| 2009年   | 红楼梦           | 王熙鳳    | 2008年拍攝 |
| 2009年   | 嫦娥             | 嫦娥      |            |
| 2011年   | 裸婚时代         | 童佳倩    |            |
| 2011年   | 远去的飞鹰       | 叶蓉然    |            |
| 2011年   | 护国大将军       | 小凤仙    |            |
| 2011年   | 男人帮           | 小雪      |            |
| 2012年   | 光荣大地         | 水英英    |            |
| 2012年   | 攻心             | 欧阳梅    |            |
| 2012年   | 葵花怒放的声响   | 袁小米    |            |
| 2012年   | 新施公案         | 婉心      |            |
| 2012年   | 北京青年         | 唐娇      |            |
| 2013年   | 踮起脚尖吻到爱   | 边庭花    |            |
| 2013年   | 新恋爱时代       | 鄧小可    |            |
| 2013年   | 战国小兵         | 楼凡艳    |            |
| 失戀33天 | 黃小仙           |           |            |
| 2014年   | 和平的全盛时代   | 包小豆    |            |
| 2014年   | 青年医生         | 夏可欣    | 客串       |
| 2015年   | 我的宝贝         | 刘若男    |            |
| 2015年   | 爱情碟中谍       | 丁小羽    |            |
| 2016年   | 功夫之爱的速递   | 杨一一    |            |
| 2016年   | 结婚为什么       | 饭饭      |            |
| 2017年   | 择天记           | 南客      |            |
| 2018年   | 生于70年代       | 谭燕菲    |            |
| 2019年   | 剑王朝           | 王后/叶甄 |            |
| 2020年   | 痕迹             | 梁麦琦    | 网络剧     |
| 2022年   | 从爱情到幸福     | 沈宇      | 2014年拍攝 |
| 2025年   | 爱你不是三两天   | 王小笛    | 2015年拍攝 |
| 待播     | 蔓蔓青萝         |           |            |

### 电影
| 上映年份 | 电影名           | 角色           | 备注     |
| 2004年   | 天月             | 金金           | 电视电影 |
| 2004年   | 阿珍和她的女主人 | 阿珍           | 电视电影 |
| 2006年   | 结婚不结婚       | 婷婷           | 电视电影 |
| 2007年   | 南京！南京！     | 周曉梅         |          |
| 2007年   | 从头再来         | 黄若兰         |          |
| 2008年   | 六月里好阳光     | 顾菲           |          |
| 2009年   | 寻找成龙         | 王熙凤演员     |          |
| 2010年   | 三笑之才子佳人   | 秋香           |          |
| 2010年   | 午夜心跳         | 吴心瑶         |          |
| 2010年   | 你是哪里人       | 倩倩           |          |
| 2010年   | 变身男女         | 小艾           |          |
| 2010年   | 高原密码         | 待定           |          |
| 2013年   | 失恋33天         | 分手情侣一组女 | 客串     |
| 2015年   | 开罗宣言         | 黄怡青         |          |
| 2023年   | 封神：祸商       |                | 網絡電影 |
| 待上映   | 穿越时空的呼唤   |                |          |

### 綜藝節目
- 2015年《前往世界的尽头》
- 2016年《跨界歌王》
- 2017年《我們的征途》